# Freaks (film, 2018)
Pour les articles homonymes, voir Freaks.
Pour plus de détails, voir Fiche technique et Distribution.
Freaks est un film de science-fiction américain réalisé par Zach Lipovsky et Adam B. Stein, sorti en 2018.

## Synopsis
Chloé, une petite fille de sept ans, découvre un monde nouveau, bizarre, menaçant et mystérieux au-delà de sa porte d'entrée après avoir échappé au contrôle d'un père protecteur et paranoïaque. Attirée par la musique extérieure d'un marchand de glaces, elle décide de braver l'interdit paternel et de monter dans le camion de ce mystérieux Mr. Snowcone. Ce dernier lui apprend notamment qu'elle est une petite fille aussi spéciale que sa mère et que la société est divisée en deux catégories : les normaux et les anormaux, soit des monstres discriminés par le gouvernement...

## Fiche technique
- Titre original et français : Freaks
- Réalisation : Zach Lipovsky et Adam B. Stein
- Scénario : Zach Lipovsky et Adam B. Stein
- Direction artistique : Bri Proke
- Costumes : Mia Fiddis
- Photographie : Stirling Bancroft
- Montage : Sabrina Pitre
- Musique : Tim Wynn
- Production : Adam Stein, Zach Lipovsky, Jordan Barber et Mitchell Waxman
- Pays d'origine : États-Unis - Canada
- Format : Couleurs - 35 mm - 2,35:1
- Genre : science-fiction
- Durée : 104 minutes
- Dates de sortie :
  - Canada : 8 septembre 2018 (Festival international du film de Toronto 2018)
  - France : 3 novembre 2018 (Utopiales) ; 10 janvier 2020 (vidéo)
  - Suisse romande : 6 juillet 2019 (Festival international du film fantastique de Neuchâtel 2019)
  - États-Unis : 13 septembre 2019

## Distribution
- Emile Hirsch : Henry Lewis
- Bruce Dern : Alan Lewis / monsieur Snowcone
- Lexy Kolker (en) : Chloe Lewis
- Amanda Crew : Mary Lewis
- Grace Park : Agent Cecelia Ray
- Aleks Paunovic (en) : Robert Kraigen
- Michelle Harrison : Nancy Reed
- Ava Telek : Harper Reed

## Distinctions

### Récompense
- Utopiales 2018 : Prix du Public.

### Sélections
- Festival international du film de Toronto 2018 : sélection en section Discovery.
- Festival international du film de Catalogne 2018 : sélection en section Découvertes.

## Sortie vidéo
Le film sort en DVD/Blu-ray le 8 janvier 2020 chez Lonesome Bear, avec en bonus un commentaire audio des réalisateurs et un making of de 20 minutes.